# Día nacional de Gibraltar
La Fiesta de Gibraltar, que se celebra anualmente el 10 de septiembre, es una de las dos fiestas locales oficiales del territorio de ultramar británica de Gibraltar. Esta fiesta conmemora el primer referéndum sobre la soberanía de Gibraltar de 1967, en el que a los electores de Gibraltar se les preguntó si deseaban pasar ya sea bajo la soberanía española, o permanecer bajo la administración británica, con instituciones propias.

## Historia
En 1992, el entonces Ministro Principal de Gibraltar, Joe Bossano, viajó a las Naciones Unidas para abogar por el derecho a la libre determinación de inspirar a la formación de la Autodeterminación de Gibraltar Group (SDGG), que fue en ese momento dirigido por Dennis Matthews, miembro activo de una sola vez de la integración con Gran Bretaña. Con el fin de generar apoyo popular para la autodeterminación que se celebrará el primer Día Nacional en la plaza de John Mackintosh el 10 de septiembre de 1992 al conmemorar el 25 aniversario de la jornada en la cual se celebró el referéndum de 1967 sobre la soberanía.
El primer Día Nacional tuvo tanto éxito que la avalancha de personas que espontáneamente se presentó no podía caber en la plaza John Mackintosh. El Gobierno tomó la responsabilidad de proveer un poco de ayuda la organización del evento, ya que fomenta el derecho a la libre determinación de que los gibraltareños había estado pidiendo a las Naciones Unidas desde 1963. Por lo tanto, el Gobierno declaró el 10 de septiembre como un día festivo y se entregó a la SDGG una beca para que pudiese administrarlo.

## Identidad Nacional
La oposición activa del Gobierno español a la libre determinación combinada con la postura negativa del Ministerio de Relaciones Exteriores y de la Commonwealth, el fortalecimiento de la resolución de la gran mayoría de los gibraltareños a seguir adelante por su descolonización en el año 2000, de conformidad con los principios de alta la Carta y la fecha límite fijada por las Naciones Unidas para erradicar el colonialismo. 
En cambio, el británico de Asuntos Exteriores, Jack Straw, propuso la soberanía conjunta con España, lo que intensificó aún más el sentido de la identidad nacional reforzada por el Día Nacional.
El Día Nacional celebrado en 2001 incluyó un discurso de William Serfaty, que hizo hincapié en los temas de la identidad nacional, la unidad, resistencia a la presión española y la descolonización.
El Día Nacional de 2002 fue seguido de cerca por un segundo referendo sobre la soberanía de Gibraltar en el que se rechazó el plan propuesto por la soberanía compartida de manera abrumadora por los gibraltareños.